# Minniza occidentalis
Minniza occidentalis är en spindeldjursart som beskrevs av Max Vachon 1954. Minniza occidentalis ingår i släktet Minniza och familjen Olpiidae. Inga underarter finns listade i Catalogue of Life.